# 境港市立中浜小学校
境港市立中浜小学校（さかいみなとしりつ なかはましょうがっこう）は、鳥取県境港市麦垣町にある公立小学校。

## 沿革
- 1873年7月 - 大篠津・佐斐神・小篠津・新屋の連合組合による小学校を龍泉寺におく。
- 1876年3月 - 篠津小学校と改称。
- 1877年10月 - 大篠津・佐斐神小学校に分離。
- 1887年9月 - 小篠津尋常小学校と改称。
- 1889年12月 - 中浜小学校と改称。
- 1906年1月 - 中浜農業補習学校を付設。
- 1909年 - 中浜尋常高等小学校となる。
- 1941年4月1日 - 国民学校令により中浜国民学校と改称。
- 1947年4月1日 - 学制改革により中浜村立中浜小学校と改称。
- 1954年8月10日 - 町村合併により境港町立中浜小学校と改称。
- 1956年4月1日 - 市制施行により境港市立中浜小学校と改称。

## 通学区域
- 新屋町、小篠津町、佐斐神町、幸神町、麦垣町、財ノ木町、三軒屋、夕日ケ丘1丁目、　中海干拓地の内中海干拓地1号線以南[1]。

## 進学先中学校
- 境港市立第二中学校

## 交通アクセス
- JR境線 中浜駅より550m。

## 校区内の主な施設
- 美保飛行場（米子鬼太郎空港）
- 航空自衛隊美保基地
- 弓浜かすり伝承館

## 著名な関係者
出身者
教職員
- 佐近益栄（小説家） - 元教師